# Белобродская культура
Культура Бело-Брдо, Культура Биело-Брдо, Белобрдская культура, Белобрдовская культура или Белобродская культура (венг. Bijelo Brdo-kultúra) — раннесредневековая славянская археологическая культура, существовавшая в X—XI вв. в Центральной Европе.

## Название
Белобродская культура названа в честь археологического памятника, средневекового кладбища VII века[уточнить], найденного в 1895 году недалеко от деревни Биело-Брдо в Хорватии.

## Генетические связи
Белобродская археологическая культура является результатом взаимодействия местных (расположенных на территории Хорватии, Венгрии, Румынии, Сербии, Словакии) культур с культурой венгерских завоевателей, переселившихся на Паннонскую низменность около 900 года.

## География
Основная территория Белобродской культуры включала в себя территорию современной Венгрии, южной Словакии и часть сербской Воеводины.

## Особенности культуры
Характерными предметами культуры являются S-образные височные кольца, браслеты в виде змеиных голов, сложные подвески из двух частей и украшения из плетеной проволоки.

## Исчезновение
Культура исчезла около 1100 года.

## Палеогенетика
У образцов из могилы № F44 в Нитра-Шиндолке (Nitra-Šindolka) в Словакии определили митохондриальные гаплогруппы T1a и J.